# Flavia Terigi
Flavia Zulema Terigi (n. 1963) es una pedagoga, profesora e investigadora argentina. Actual rectora de la Universidad Nacional de General Sarmiento.
Experta en trayectorias educativas, se la reconoce por sus aportes al estudio del recorrido de los alumnos por el sistema escolar. Es autora de libros y artículos sobre aprendizaje, formación docente, educación urbana y rural, entre otros temas. Introdujo el concepto de "cronosistema escolar".
Terigi es licenciada en Ciencias de la Educación (UBA), Magister en Ciencias Sociales con Orientación en Educación (FLACSO) y doctora en Psicología (Universidad Autónoma de Madrid).
Se desempeñó como decana del Instituto del Desarrollo Humano de la UNGS hasta el año 2022, en el que fue elegida rectora de la casa de estudios por el período 2022-2026, siendo la segunda mujer en acceder al cargo tras su antecesora Gabriela Diker.

## Formación
Terigi cursó la carrera de Profesorado para la Enseñanza Primaria en los años 1982 y 1983 en la Escuela Normal Superior N° 10 "Juan Bautista Alberdi".
A partir de 1985 cursó sus estudios de grado recibiéndose en 1990 de la carrera de Ciencias de la Educación en la Universidad de Buenos Aires. Realizó luego una especializacion en Políticas Educativas en la Facultad Latinoamericana de Ciencias Sociales (FLACSO) entre 1991 y 2007. Cursó la Maestría en Ciencias Sociales con orientación en educación entre los años 1991 y 2009 en la misma casa de estudios, obteniendo el título de Magister con la tesis "La organización de la enseñanza en los plurigrados rurales".
En 2014 obtuvo el doctorado en Psicología por parte de la Universidad Autónoma de Madrid (UAM).

## Trayectoria
Es profesora titular de la Facultad de Filosofía y Letras de la Universidad de Buenos Aires. Fue profesora interina en la Escuela Normal Superior n°7 José María Torres.
Se desempeñó como docente regular de la Universidad Nacional de General Sarmiento y de la Universidad de Buenos Aires, así como docente de posgrado de las universidades de Buenos Aires, Entre Ríos y Córdoba.
Fue designada Subsecretaria de Educación de la Ciudad Autónoma de Buenos Aires para el período 2003 - 2006. Desde ese cargo, promovió políticas de reingreso al sistema escolar, retención y mejoramiento de los aprendizajes, las cuales estuvieron orientadas a la población de mayor vulnerabilidad de la Ciudad de Buenos Aires.
En la Universidad Nacional de General Sarmiento se desempeña desde el año 2006 como investigadora docente del área Educación del Instituto del Desarrollo Humano. Junto a su equipo estudia los problemas de las trayectorias escolares, en especial en los pasajes de nivel.
También es coordinadora de la Licenciatura en Educación y coordinadora pedagógica de la escuela secundaria dependiente de dicha universidad.
En 2018 Terigi fue elegida decana del Instituto del Desarrollo Humano de la Universidad Nacional de General Sarmiento.
En 2022 mediante elecciones fue designada rectora de la misma casa de estudios con Germán Pinazo en el cargo de vicerrector.
Luego de la marcha universitaria del 23 de abril de 2024, Terigi fue víctima de ataques infundados en La Nación+, por lo que Suteba emitió un comunicado en solidaridad con ella.
A lo largo de su carrera ha dirigido numerosos trabajos de tesis, diversos proyectos y ha sido parte de distintos jurados en concursos docentes y evaluaciones de becarios e investigadores.

## Cronosistema
Sobre este concepto, Terigi señaló que "La de cronosistema es una noción poderosa que me permitió poner en cuestión el concepto de sobreedad, uno de los indicadores de eficiencia interna del sistema escolar en la estadistica educativa usual."

## Publicaciones
Terigi ha participado en diversos libros y publicaciones, algunos de los cuales son:
- Mapa de la Educación Secundaria Rural en la Argentina. Modelos Institucionales y desafíos. 2020 (Asesora)[17]
- Educar: saberes alterados. 2010 (Autora de un capítulo)[18]
- Artes y escuela. Aspectos curriculares y didácticos de la educación artística. 1998. (Autora de un capítulo)[19]
- Los saberes docentes. Formación, elaboración en la experiencia e investigación: documento básico (2013)[20]
- Propuesta Educativa 46. 2016 (Autora del artículo Sobre aprendizaje escolar y neurociencias)[21]

## Reconocimientos
1996 - Segundo Premio otorgado por la Academia Nacional de Educación (instaurado en 1994 para destacar la labor de las jóvenes generaciones de investigadores) por el trabajo La formación docente: fundamentos teóricos y empíricos realizado junto a Gabriela Diker.